# Enrique Iglesias: 95/08 Éxitos
Enrique Iglesias: 95/08 Éxitos é a terceira compilação do cantor Enrique Iglesias, lançado a 25 de Março de 2008.
A 6 de Maio de 2008, o disco foi certificado Dupla Platina nos Estados Unidos, vendendo mais de 2 milhões de cópias.

## Faixas
1. "Experiencia Religiosa" — 5:28
2. "Si Tú Te Vas" — 4:00
3. "Por Amarte" — 4:05
4. "Enamorado Por Primera Vez" — 4:28
5. "Sólo En Ti" — 3:31
6. "Nunca Te Olvidaré" — 4:23
7. "Bailamos" — 3:38
8. "Ritmo Total" — 3:29
9. "Héroe" — 4:23
10. "Mentiroso" — 3:55
11. "Quizás" — 4:11
12. "Dímelo" — 3:38
13. "¿Dónde Están Corazón?" — 4:18
14. "Lloro Por Ti" — 4:07

## Tabelas
Álbum
| Ano  | Tabela           | Posição |
| ---- | ---------------- | ------- |
| 2008 | Latin Pop Albums | 1       |
| 2008 | Billboard 200    | 18      |
| 2008 | Top Latin Albums | 1       |